# Sara Bocchetti
Sara Bocchetti (Napoli, 18 ottobre 1993) è una cestista italiana.
Guardia tiratrice di 177 cm, ha giocato nella Nazionale italiana.

## Carriera

### Club
Cresciuta nel Gymnasium Napoli, rimane nella sua città per 12 anni. Nel 2016 si trasferisce alla Cestistica Spezzina e quindi, da marzo 2017, alla Pallacanestro Torino.

### Nazionale
Ha partecipato con la nazionale sperimentale alla Universiade del 2015 in Corea del Sud, piazzandosi al nono posto.
Ha esordito con la Nazionale maggiore l'8 marzo 2014 a Rimini nell'All Star Game.

## Statistiche

### Cronologia presenze e punti in Nazionale
| Cronologia completa delle presenze e dei punti in Nazionale - Italia | Cronologia completa delle presenze e dei punti in Nazionale - Italia | Cronologia completa delle presenze e dei punti in Nazionale - Italia | Cronologia completa delle presenze e dei punti in Nazionale - Italia | Cronologia completa delle presenze e dei punti in Nazionale - Italia | Cronologia completa delle presenze e dei punti in Nazionale - Italia | Cronologia completa delle presenze e dei punti in Nazionale - Italia | Cronologia completa delle presenze e dei punti in Nazionale - Italia |
| Data                                                                 | Città                                                                | In casa                                                              | Risultato                                                            | Ospiti                                                               | Competizione                                                         | Punti                                                                | Note                                                                 |
| -------------------------------------------------------------------- | -------------------------------------------------------------------- | -------------------------------------------------------------------- | -------------------------------------------------------------------- | -------------------------------------------------------------------- | -------------------------------------------------------------------- | -------------------------------------------------------------------- | -------------------------------------------------------------------- |
| 8-3-2014                                                             | Rimini                                                               | Italia                                                               | 56 - 62                                                              | World Stars                                                          | Amichevole                                                           | 6                                                                    | [ 3 ]                                                                |
| 18-5-2014                                                            | Pomezia                                                              | Italia                                                               | 48 - 60                                                              | Gran Bretagna                                                        | Amichevole                                                           | 0                                                                    | [ 4 ]                                                                |
| 25-5-2014                                                            | Castel San Pietro Terme                                              | Italia                                                               | 82 - 72                                                              | Cina                                                                 | Amichevole                                                           | 2                                                                    | [ 5 ]                                                                |
| 26-5-2014                                                            | Castel San Pietro Terme                                              | Italia                                                               | 58 - 50                                                              | Paesi Bassi                                                          | Amichevole                                                           | 0                                                                    | [ 6 ]                                                                |
| 31-5-2014                                                            | Louvain-la-Neuve                                                     | Belgio                                                               | 76 - 51                                                              | Italia                                                               | Torneo amichevole                                                    | 0                                                                    | [ 7 ]                                                                |
| Totale                                                               |                                                                      | Presenze                                                             | 5                                                                    |                                                                      | Punti                                                                | 8                                                                    |                                                                      |

## Palmarès
- Coppa Italia di Serie A2: 1

Dike Napoli: 2014
- Campione d'Italia Under 14 nel 2006 con Gymnasium Napoli (Porto San Giorgio).
- Campione d'Italia Under 14 nel 2007 con Gymnasium Napoli (Porto San Giorgio).
- Campione d'Europa Under 14 nel 2007 con Gymnasium Napoli (Mosca).
- MVP  Miglior giocatrice campionato A2 girone Sud stagione 2012/2013 in forza alla Saces Napoli.
- Miglior marcatrice italiana A1 stagione 2020/2021 in forza a Vigarano.
- Campione d’Italia 3x3 2020/2021 (Italia Fip Circuit Finals Cesenatico 08/08/2021).